# Ur-Utu z Uruk
Ur-Utu (sum. ur-dutu; tłum. „sługa boga Utu”) – według Sumeryjskiej listy królów piąty, ostatni władca należący do IV dynastii z Uruk. Dotyczący go fragment brzmi następująco:
„Ur-Utu (z Uruk) panował przez 6 lat”.
Następnie Sumeryjska lista królów stwierdza, iż „Uruk zostało pokonane, a (siedziba) królestwa została przeniesiona do armii/wojsk z Gutium”.